# 大俠霍元甲
《大俠霍元甲》（英語：Legendary Fok）是香港麗的電視製作的電視劇集，在1981年9月首播，共20集，由徐小明兼任監製。此劇為電視界第一部以霍元甲為主角的作品，日後又出現多個題材相關及重啟的故事版本。此外，此劇是香港歷史上第一部引進至中國大陸的電視劇集（官方说法）。

## 結論
1983年首次在廣東電視台播出後，又在全國各地電視台輪番播放，在精神娱乐匮乏的80年代，万人空巷，引起一陣收視狂潮，成為几代觀眾的集體回憶。并促使黃元申飾演的霍元甲、米雪飾演的趙倩男、梁小龍飾演的陳真、魏秋樺飾演的王秀芝、董驃飾演的霍恩第、黎漢持飾演的龍海生等角色形象深入民心，成為一眾主演演藝生涯的代表作。此劇續篇為1982年的《陳真》及1984年的《霍東閣》。

## 劇情簡介
民國初年，軍閥混亂，列強侵占，山河破碎，民不聊生。霍元甲眼見中國內憂外患之際滿目瘡痍，決心練武強身救國，開辦“精武館”並創衍出一套精妙的拳術“迷踪拳”，讓外國武者聞風喪膽，洗刷列強給中國人枉加的“東亞病夫”的恥辱，顯示出了中華民族的凜然正氣。後由於當權者的腐敗懦弱，一代宗師竟被列強走狗、民族敗類下毒身亡，譜成一部可歌可泣的民族正氣詩篇。

## 主要演員
- 黃元申 飾 霍元甲
- 梁小龍 飾 陳真
- 米　雪 飾 趙倩男
- 魏秋樺 飾 王秀芝 / 櫻子
- 董　驃 飾 霍恩第
- 劉　江 飾 霍元武
- 徐小明 飾 程天嘯
- 麥天恩 飾 王希文 / 田中
- 伍國成 飾 霍元英
- 黎　萱 飾 陳鳳
- 陳婉薇 飾 元甲妻
- 羅慧琪 飾 元武妻
- 黎漢持 飾 龍海生
- 鄭　雷 飾 趙星顯
- 甘　山 飾 趙震南
- 葉天行 飾 趙震北
- 譚榮傑 飾 劉振聲
- 楊家安 飾 陸大安
- 吳　桐 飾 霍懷山
- 韓　江 飾 帳房
- 尹靈光 飾 父老
- 黃雪梅 飾 丫環
- 司馬華龍 飾 龍紹基
- 吳　回 飾 張炳(秋野)
- 伍永森 飾 擂台司儀
- 孫鏡鴻 飾 俄國公使貝加爾
- 陳龍  飾 俄國力士波索夫
- 阮令濤 飾 翻譯官
- 蕭山仁 飾 馬師爺
- 張　力 飾 伊藤太郎
- 楊　詩 飾 阿福
- 吳國佳 飾 鍾海
- 徐　意 飾 奶媽
- 余文炳 飾 岳廷璋
- 張　帆 飾 初三
- 杜少明 飾 隊長
- 鄭恕峰 飾 張堅
- 陳東 飾 霍管家
- 湯錦堂 飾 宮本哲夫
- 曹達華 飾 劉權

## 資料參考
- 《大侠霍元甲》主演今何在? [永久]
- 豆瓣电影上《大俠霍元甲》的資料 （简体中文）